# L'anima vista da qui
L'anima vista da qui è un film documentario del 2019 diretto da Gianluca Grandinetti sul gruppo musicale italiano Negramaro.
Il documentario è stato presentato nella selezione speciale al Festival del cinema di Roma nell'ottobre 2019 e diffuso in esclusiva da Rai Play dal successivo 15 novembre.